# San Venerio (La Spezia)
San Venerio (San Venè in ligure) è una frazione di 700 abitanti nel comune della Spezia, in Liguria.

## Geografia fisica
La frazione è costituita dalle seguenti località: Carozzo, San Venerio Alto (l'antico borgo medievale) e Quercia. È situata su una delle alture che dominano il Golfo della Spezia, Il Monte, ed è raggiungibile sia da Buonviaggio che da Migliarina.

## Storia
La storia di San Venerio è strettamente legata al suo toponimo: San Venerio è infatti il patrono del Golfo della Spezia e a lui è dedicata l'omonima pieve, una delle più antiche della provincia, situata proprio ai piedi del paese.
Il borgo è citato all'interno degli Statuti della Magnifica Comunità di Vezzano dell'8 giugno 1375; la parte superiore del paese è denominata "Castello" e vi si possono effettivamente trovare tracce di architetture militari medievali.
Il paese è altresì citato come San Venero nella Sala delle Carte Geografiche ai Musei Vaticani, commissionata da papa Gregorio XIII e realizzata tra il 1580 ed il 1583.
Nel XVII secolo la sede della parrocchia fu trasferita dalla pieve all'allora Oratorio di San Rocco, che assunse l'intitolazione ai Santi Rocco e Venerio e le forme attuali nel 1744,  nonostante l'edificio esistesse già nel XVI secolo.
Nel 1806, durante le riforme attuate in Età Napoleonica, Vezzano aggregò i comuni di San Venerio e Valeriano.
Negli anni '70 del XIX secolo, il pubblicista genovese Manfredo da Passano si trasferì nel borgo, dando origine al ramo spezzino della nobile famiglia genovese.
Nel 1928 San Venerio e il suo comprensorio passarono dal comune di Vezzano a quello della Spezia.

## Monumenti e luoghi d'interesse

### Architetture religiose
- Chiesa parrocchiale dei Santi Rocco e Venerio, di origine cinquecentesca con rifacimenti nel XVIII secolo.

### Architetture militari
- Resti del castello di San Venerio, in località Castello.

### Architetture civili
- Villa Castagnola;
- Villa Da Passano, dimora dell'aristocratica famiglia Da Passano;
- Villa De Benedetti;
- Villa Nocetti.[2]